# Chartreuse de Marienhe
La chartreuse de Marienehe, également appelée chartreuse de Rostock, allemand : Kartause Marienehe, Kartause Himmelszinnen ou Kartause Rostock, était un monastère chartreux, à Marienehe, aujourd'hui banlieue de Rostock dans le Mecklembourg-Poméranie-Occidentale, en Allemagne.

## Histoire
Le domaine de Marienehe, situé aux portes de la ville de Rostock, sur la rive gauche de la Warnow, est acheté en 1393 par Winold Baggel (de), marchand et homme d'état de Rostock, qui en 1396, alors qu'il est bourgmestre de Rostock, fonde la chartreuse de Himmelszinnen, avec son beau-père, Matthias von Borken. Ils cèdent aux chartreux toutes les possessions du manoir de Merghene, y compris ses édifices, ses champs, ses forêts, ses lieux de pèche, ses moulins, ses étangs, ses troupeaux, avec un plein droit de propriété et l'exemption des redevances. Cette fondation est confirmée par l'évêque de Schwerin (de), Rudolf von Mecklenburg-Stargard (de). Albert de Mecklembourg ratifie la fondation la même année. La chartreuse administre par la suite neuf villages avoisinants plus deux autres en Principauté de Rügen. Les premiers moines viennent d'Erfurt , Hildesheim et Eisenach. Elle prend le nom de Marienhe, « Loi-de-Marie », en 1412, lorsque la province cartusienne de Saxe est créée.
Le monastère est réputé dans la mesure où il favorise l'enseignement universitaire pour ses moines et pour les écrits mystiques produits par la communauté, en particulier sous les prieurs Heinrich Eler, Vicco Dessin et Heinrich von Ribnitz. Une coopération avantageuse se développe entre l'université de Rostock fondé en 1419 et la chartreuse. Les statuts de l'université stipule que les litiges entre le conseil de l'université et le conseil municipal, ne peuvent être résolus que par des arbitres nommés par les deux parties, présidé par le prieur de la chartreuse ou l'abbé de l'abbaye de Doberan (de)  et la décision doit être respectée en toutes circonstances. Lorsque Magnus II de Mecklembourg impose la création d'un chapitre cathédrale en 1487 contre la volonté des autorités de Rostock, un différend surgit entre le duc et le conseil, différend entré dans l'histoire comme la querelle de la cathédrale de Rostock (de), les moines de Marienehe se rangent du côté du conseil municipal. Les négociations pour la création du chapitre de la cathédrale ont lieu à Marienehe.
La ville de Rostock passe au luthéranisme en 1531. Marquard Behr, le dernier prieur, décline l'année suivante sa compétence dans le jugement d’une affaire de convers fugitif et déclare qu'il n'est pas disposé à discuter avec les autorités de Rostock. Très offensés de ce qu'ils considèrent comme une injure, les interlocuteurs portent leurs doléances au conseil de Rostock, qui interdit aux chartreux l'entrée de la ville.  La communauté, sous la direction de Marquard Behr, résiste avec véhémence à l'imposition du luthéranisme pendant la Réforme. En 1532, le duc Heinrich abolit les congrégations catholiques du Mecklembourg.
Le 15 mars 1532, 300 hommes armés et à cheval sont envoyés, par le jeune duc Jean-Albert Ier de Mecklembourg-Schwerin, pour attaquer et piller le monastère. Le prieur et tous les religieux sont « mis à nu et chassés de tout vers la misère et les pays inconnus ». Dans une lettre de protestation datée du 13 janvier 1553, il est signalé que « les soldats avaient pourchassé le prieur et tous ses frères, y compris des vieillards malades, de force et leur avaient jeté leurs vêtements et leurs parures avec beaucoup de moqueries et d'abus. »
Le 12 mai 1533, le conseil municipal interdit aux moines de confesser les citoyens et de donner la communion.
Marquard Behr s'enfuit au monastère d'Ahrensbök avec le sceau et quelques pierres précieuses et continue à lutter contre la dissolution. Il voyage sans relâche, le 24 octobre 1552 à Wismar, il fait certifier par le conseil un document de 1447, qui garantit au fils du fondateur Baggel, une prébende et la cellule de pierre située près de la porte cochère, à droite de l'entrée, ainsi que le chauffage, et l'acte de fondation de 1396 est également authentifié. Le 15 décembre 1552, il rencontre des amis et des parents à Rostock et dépose une plainte auprès d'un notaire public, dont la preuve doit être fournie par des documents certifiés, la lettre d'escorte et la protection de l'empereur Charles-Quint de 1530 et une lettre du duc Henry de 1537. Au cours du  procès, il demande sa réintégration. Le notaire va voir avec cette plainte, le duc, qui le fait renvoyer, prend possession de la chartreuse et donne l'ordre de jeter le prieur et tous les moines en prison. Marquard Behr proteste « misérablement par l'effusion de larmes », le 13 janvier 1553 devant le même notaire. Il poursuit ensuite devant la cour de la chambre impériale , le procès a lieu, le 18 août 1553 à Spire. La même année, Marquard Behr décède. Les moines restants choisissent Christian Westhof, comme prieur, qui continue ses revendications, mais en vain; le procès de Spire traîne en longueur sans aboutir, en raison de la lenteur de la cour et des tactiques tardives du duc. Les moines demandent à plusieurs reprises une décision, mais cela ne conduit qu'à la seule constatation dans les dossiers judiciaires de 1558, rien ne se passe et le processus s'éteint. La charte de la chartreuse peut encore être suivie par les derniers chartreux de Marienehe qui semblent être restés dans la ville de Rostock et avoir d’abord résidé chez les dominicains de Rostock, puis se dispersent dans d’autres chartreuses. En 1576, le dernier chartreux remet le tiroir à documents avec environ 400 documents à la ville de Rostock. Ils sont déposés dans les archives de la ville de Rostock.
Après la suppression de la chartreuse en 1552, le duc Jean-Albert Ier, émet l'ordre de démolition, le 19 octobre de la même année. Le monastère est abandonné en 1559 et les pierres sont utilisées pour reconstruire le château de Güstrow (de) qui a brûlé en 1557. Les particuliers de Rostock sont également autorisés à aller chercher des pierres. Il ne reste pratiquement rien. En 1861, seules des pierres individuelles sont trouvées dans une zone entre la ferme Marienehe et la Warnow, région appelée désert. Le site a été utilisé comme domaine royal. En 1934, Ernst Heinkel a acquis le site pour agrandir son usine d'avions. Fortement détruite pendant la Seconde Guerre mondiale, les installations industrielles restantes ont été converties en Fischkombinat Rostock (de), avec le bassin du port du port de pêche actuel. L'ancien domaine des chartreux a été reconstruit avec une clinique d'entreprise.

### Prieurs
- Jean Schelp : premier recteur, nommé prieur au chapitre de 1403.
- 1400–1425 : Heinrich Rezcekow von Ribnitz[4], étudiant à l'Université de Prague en 1376, où il est recteur en 1392 et, après son ordination, Prieur de Marienehe.
- 1481–1485 : Vicke Dessin von Arensbök[5]
- 1485–1489 : Heinrich VI.
- 1490–1502 : Timotheus II.
- 1502–1523 : Heinrich V. Cleri
- 1525–1553 : Marquard Behr de Neuhof, issu d'une famille noble du duché de Poméranie, il entre à Marienehe vers 1517 et prend le gouvernement de la communauté en 1526[1],[2].
- 1554 : Christian Westhof

## Prieurés
L'influence du monastère s'étend sur les prieurés où il envoie ses religieux et recueille les dîmes. La Chartreuse avait 15 prieurés.

## Patrimoine foncier
La chartreuse a acquis des terres et des biens dans les villages du Mecklembourg, à Schutow près de Rostock, Lambrechtshagen, Evershagen, Elmenhorst, Mönchhagen et Pastow, ainsi que dans des villages dans la région de Stralsund dans la principauté de Rügen (de), tels que Devin, dans une large mesure Muuks, Schmedeshagen, Hohendorf, Teschenhagen, Brandshagen et Lüdershagen. Götemitz, dans l'île de Rügen, appartenait au monastère, tout comme de nombreuses petites propriétés (maisons de dieu, pauvres et travail) et les revenus de location et d'intérêts du Mecklembourg.